# 上幌向車站
上幌向車站（日语：／ Kami-horomui eki */?）是由北海道旅客鐵道（JR北海道）所經營的鐵路車站，位於日本北海道岩見澤市上幌向。本站是JR北海道函館本線沿線的無人車站，屬於JR北海道本社（札幌總部）的直轄範圍。

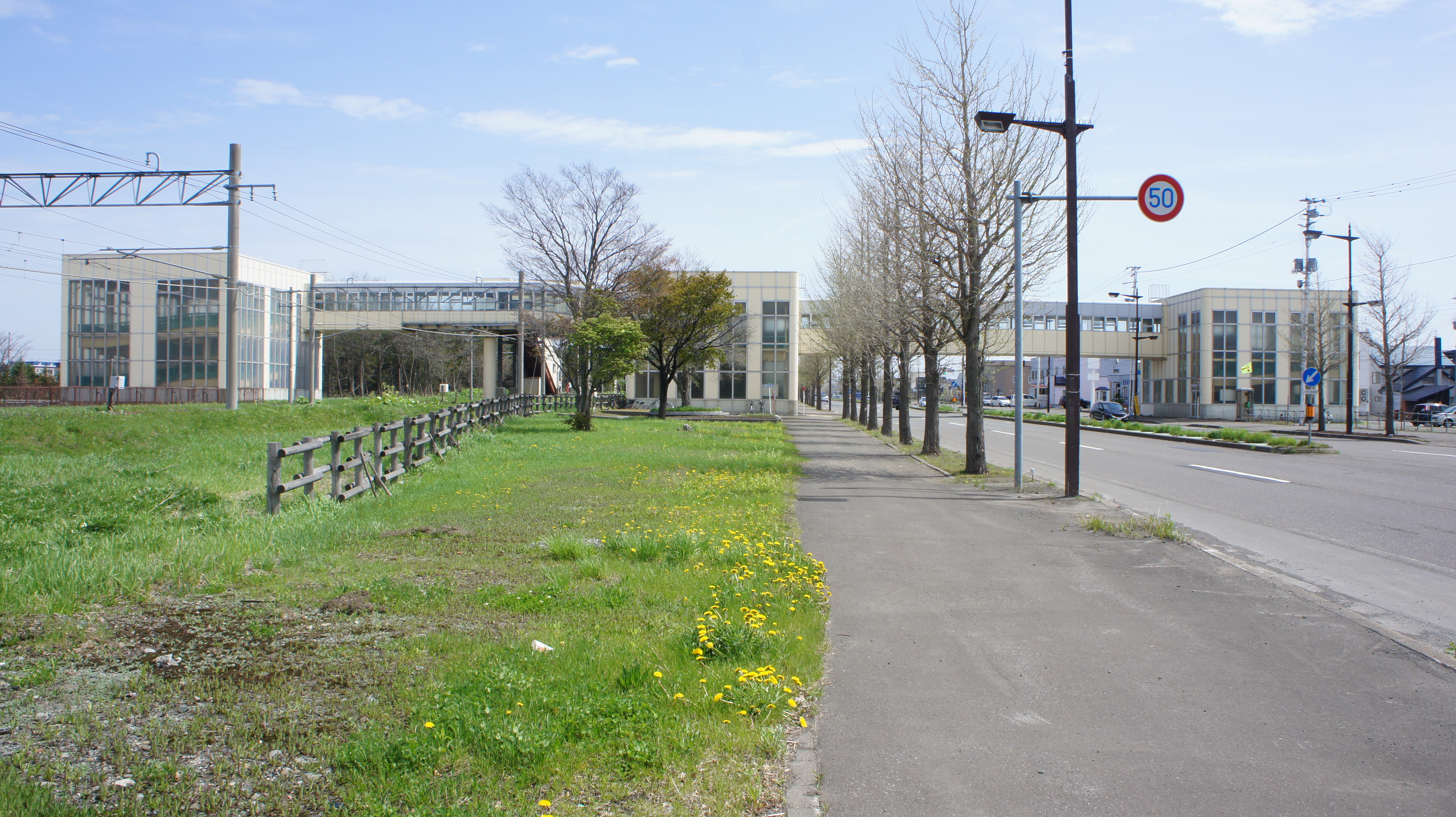
車站遠景(2017年5月)

## 車站結構

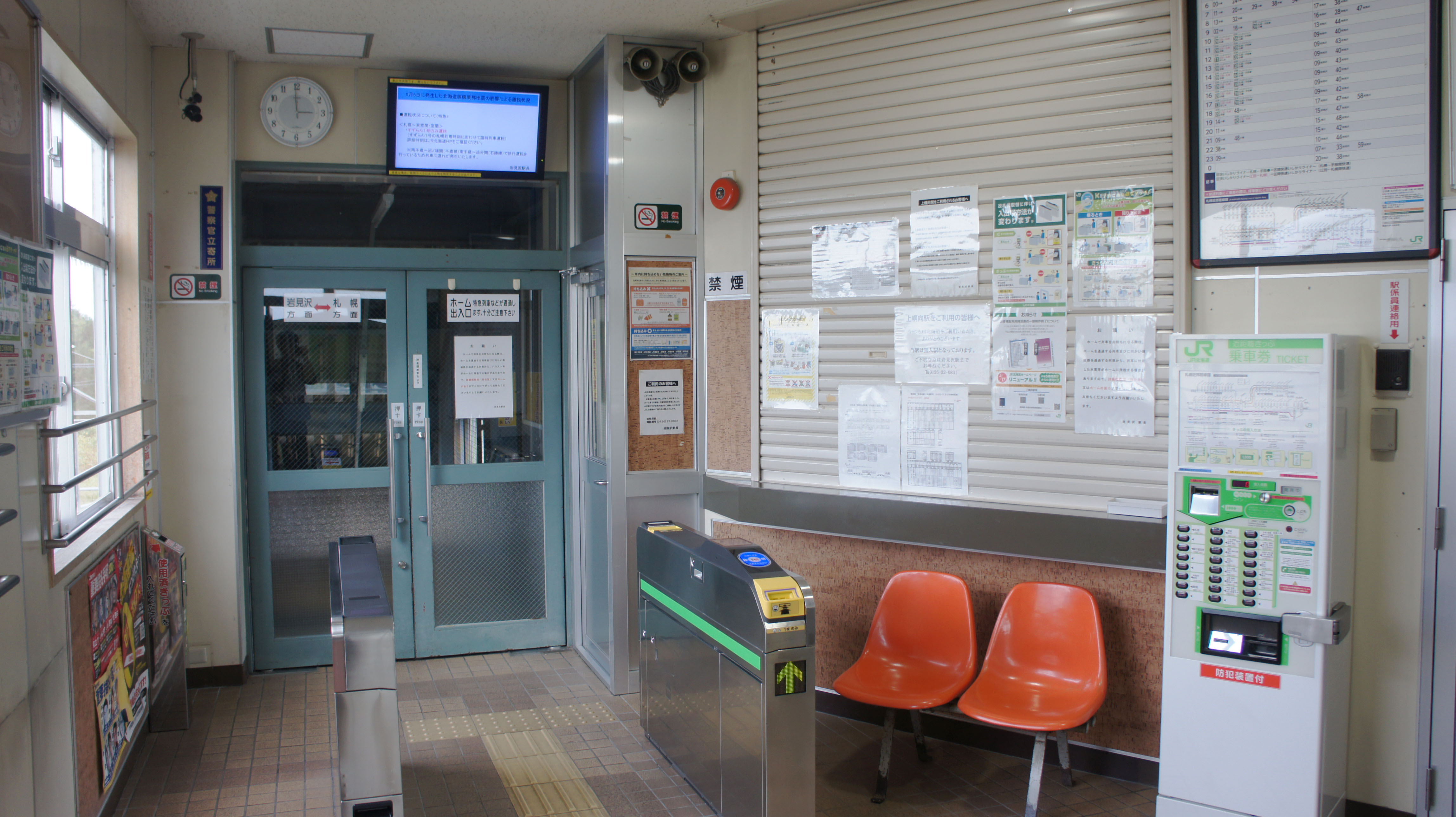
驗票口(2018年9月)

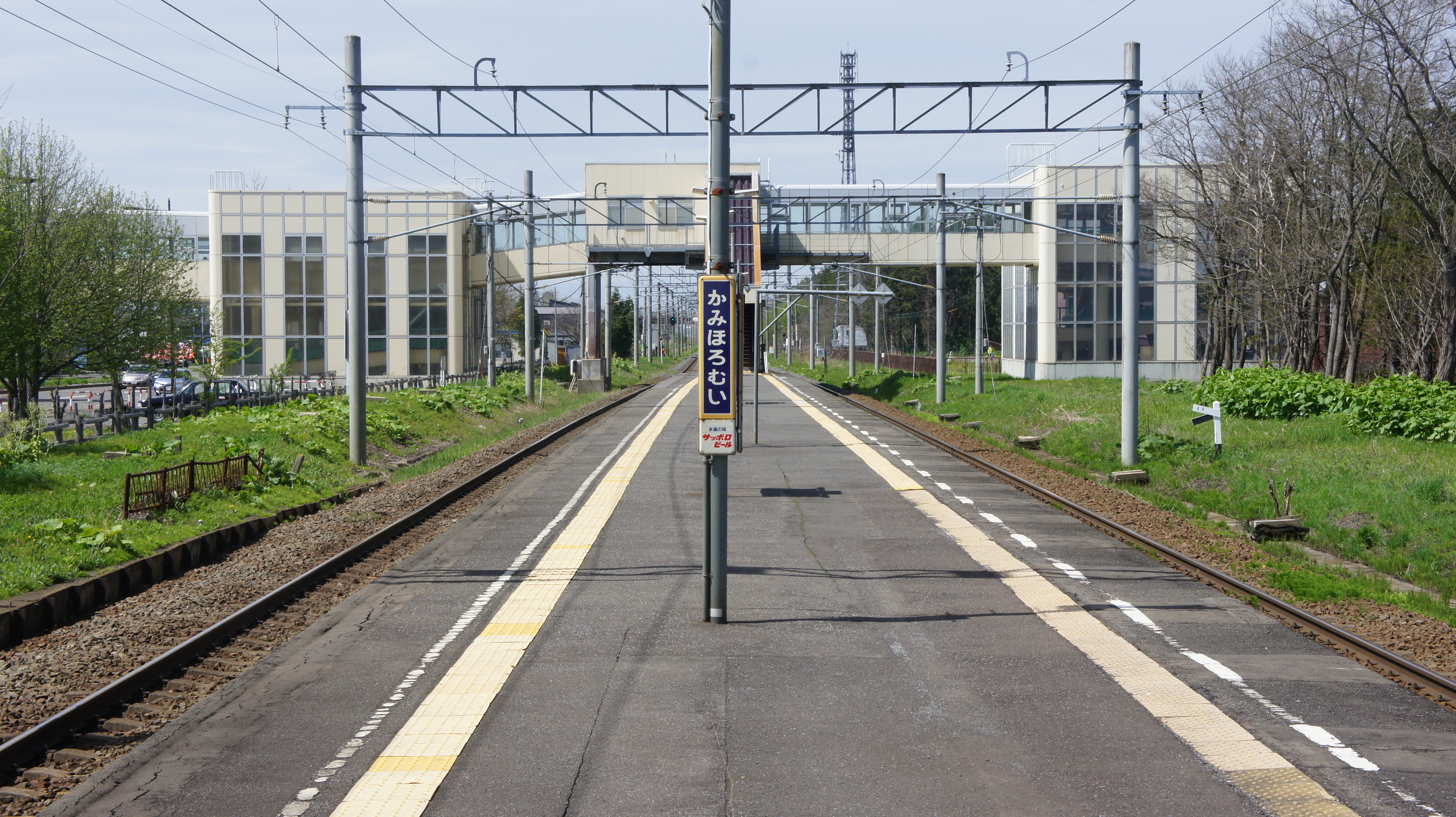
月台(2017年5月)

本站是地面車站，部分車站設施設於跨線天橋上。站內設有島式月台一座與兩條乘車線，分別供上下行列車使用。

### 月台配置
| 月台 | 路線      | 方向 | 目的地                     |
| ---- | --------- | ---- | -------------------------- |
| 1    | ■函館本線 | 上行 | 江別、札幌、手稻、小樽方向 |
| 2    | ■函館本線 | 下行 | 岩見澤、瀧川方向           |

## 相鄰車站
北海道旅客鐵道
函館本線
■區間快速「石狩Liner」、■普通
幌向（A11）－上幌向（A12）－岩見澤（A13）